# サイクリンA
サイクリンA（英: cyclin A）はサイクリンファミリーのメンバーで、細胞周期の進行を調節する機能を持つタンパク質である。細胞が正しく分裂と複製を行うことは生存に必須であり、いくつかの要素が緊密な調節を行うことで、細胞周期の効率的な誤りのない進行が保証されている。そのような調節機構の構成要素の1つがサイクリンAであり、細胞周期の2つの異なる段階で調節の役割を果たす。

## タイプ
サイクリンAは1983年にウニの胚で最初に同定された。その発見以来、サイクリンAのホモログはショウジョウバエ、ツメガエル、マウス、ヒトを含む多数の高等真核生物で同定されているものの、酵母などでは発見されていない。サイクリンAタンパク質には胚型と体細胞型が存在する。ショウジョウバエでは1種類のサイクリンA遺伝子しか同定されていないが、ツメガエル、マウス、ヒトには2つの異なるタイプのサイクリンAが存在する。サイクリンA1は胚特異的な型で、サイクリンA2は体細胞型である。サイクリンA1は減数分裂期と胚発生の初期に広く発現する。サイクリンA2は細胞分裂を行う体細胞で発現している。

## 細胞周期の進行における役割
サイクリンAは、サイクリンファミリーの他のメンバーとともに、サイクリン依存性キナーゼ（CDK）と物理的に相互作用し、その酵素活性を活性化することで細胞周期の進行を調節する。

### CDKのパートナーとの結合
サイクリン/CDK複合体の形成は、サイクリン間で保存されたサイクリンボックス（cyclin box）と呼ばれる領域と、CDKのPSTAIREと呼ばれる領域との相互作用によって行われている。サイクリンAは、細胞周期の複数段階を調節する唯一のサイクリンである。サイクリンAは、CDK2、CDK1という2つの異なるCDKのいずれかに結合して活性化を行うことで、複数段階の調節を可能にしている。細胞周期のS期の継続のためにはCDK2との結合が必要であり、G2期からM期への移行のためにはCDK1との結合が必要である。

### S期
DNA複製の開始と終結が行われるS期の間、サイクリンAは核内に位置している。細胞がG1期からS期へ移行するにつれて、サイクリンAはCDK2と結合し、サイクリンEと置き換わる。サイクリンEは複製前複合体の組み立ての開始を担い、クロマチンを複製可能な状態にする。サイクリンA/CDK2複合体は、その量が閾値レベルに到達するとサイクリンE/CDK2による複製前複合体の組み立てを終結させる。サイクリンA/CDK2の量が増加すると、複合体はDNA複製を開始する。
S期において、サイクリンAには2つ目の機能が存在する。DNA合成の開始に加えて、サイクリンAはさらなる複製複合体の組み立てを防ぐことで、細胞周期中に1度だけDNA複製が行われるよう保証している。これはサイクリンA/CDK2複合体によるDNA複製装置の特定の構成要素（CDC6など）のリン酸化によって行われていると考えられている。サイクリンA/CDK2の作用はサイクリンE/CDK2の作用を阻害するため、サイクリンEの活性化に続いてサイクリンAの活性化が起こることが重要であり、緊密な調節が行われている。

### G2/M期
S期の終盤には、サイクリンAはCDK1とも結合する。サイクリンAは、S期の終盤からサイクリンBと置き換わるG2期の終盤まで、CDK1に結合したままである。サイクリンA/CDK1複合体は、サイクリンB複合体の活性化と安定化に関与していると考えられている。いったんサイクリンBが活性化されるとサイクリンAは不要となり、その後ユビキチン経路によって分解される。サイクリンA/CDK1の分解は有糸分裂の終了（mitotic exit）を誘導する。
サイクリンA/CDK2複合体は核内に限定され、そのためS期の進行にのみ関与すると考えられてきた。しかし、新たな研究によってこの想定は誤りであることが示され、G2期終盤にサイクリンA/CDK2が中心体へ移動することが明らかにされた。サイクリンAは中心体において紡錘体の極に結合するが、複合体が中心体へ行き来する機構はあまり解明されていない。中心体に位置するサイクリンA/CDK2は、サイクリンB/CDK1の中心体への移動を調節し、有糸分裂のイベントのタイミングを調節する手段となっているのではないかと考えられている。
2008年の研究は、有糸分裂におけるサイクリンA/CDK2のさらなる役割を明らかにした。CDK2の阻害とサイクリンA2のノックアウトが行われた細胞では、サイクリンB/CDK1複合体の活性化が遅れるため、有糸分裂の開始の遅れがみられる。これらの細胞では、核内の有糸分裂のイベントと中心体での微小管の核形成との間の共役が失われていた。
ショウジョウバエDrosophilaやツメガエルXenopusの胚においても、サイクリンAがG2期からM期への移行に重要な役割を果たすことが示されている。

## 調節
サイクリンAの転写は緊密に調節されており、細胞周期の進行と同期している。サイクリンAの転写の開始は、G1期からS期への進行に必要な転換点であるR点（restriction point）の通過と同調している。転写はS期の中盤にピークに達し、G2期の終盤に急激に低下する。

### E2FとRb
サイクリンAの転写は主に転写因子E2Fのネガティブフィードバックループによって調節されている。E2Fは多くの重要なS期遺伝子の転写開始を担う。サイクリンAの転写はG1期の大部分でオフであり、R点通過の直後に開始される。
Rbタンパク質は、E2Fとの相互作用を介してサイクリンAの調節に関与する。Rbは低リン酸化状態と高リン酸化状態の2状態で存在する。R点以前にサイクリンAが存在しないのは、低リン酸化状態のRbによってE2Fが阻害されているためである。細胞がR点を通過すると、サイクリンDまたはサイクリンE複合体がRbをリン酸化する。高リン酸化状態のRbはE2Fに結合できず、E2Fは放出されてサイクリンAやS期に重要な他の遺伝子が転写される。
E2Fは、サイクリンAのプロモーターの抑制を解除することで転写を開始する。プロモーターのcell-cycle-responsive element（CCRE）と呼ばれる領域にはリプレッサー分子が結合している。E2FはCCREのE2F結合部位に結合してリプレッサー分子をプロモーターから放出し、サイクリンAの転写を行える状態にする。サイクリンA/CDK2はサイクリンAが特定のレベルに達するとE2Fをリン酸化し、ネガティブフィードバックループを閉じる。E2Fのリン酸化は転写因子をオフにし、サイクリンAの転写を制御する。

### p53とp21
サイクリンAの転写は、がん抑制タンパク質p53によって間接的に制御されている。p53はDNA損傷によって活性化され、細胞周期の停止を含むいくつかの下流経路を活性化する。細胞周期の停止はp53-Rb経路によって行われる。活性化されたp53はp21遺伝子を活性化する。p21は、サイクリンA/CDK1または2、サイクリン/CDK4を含むいくつかのサイクリン/CDK複合体に結合するサイクリン依存性キナーゼ阻害タンパク質であり、CDKのキナーゼ活性を阻害する。活性化されたp21はサイクリンD/CDK4に結合し、Rbをリン酸化できなくする。その結果、Rbは低リン酸化状態のままとなり、E2Fへ結合し続ける。E2FはサイクリンAなど細胞周期の進行に関与する遺伝子の転写を活性化できなくなり、細胞周期はG1期で停止する。細胞周期の停止は、細胞分裂によって娘細胞へ傷害DNAが受け渡される前にDNA傷害を修復することを可能にする。